# Група могил жертв фашизму (Варварівка)

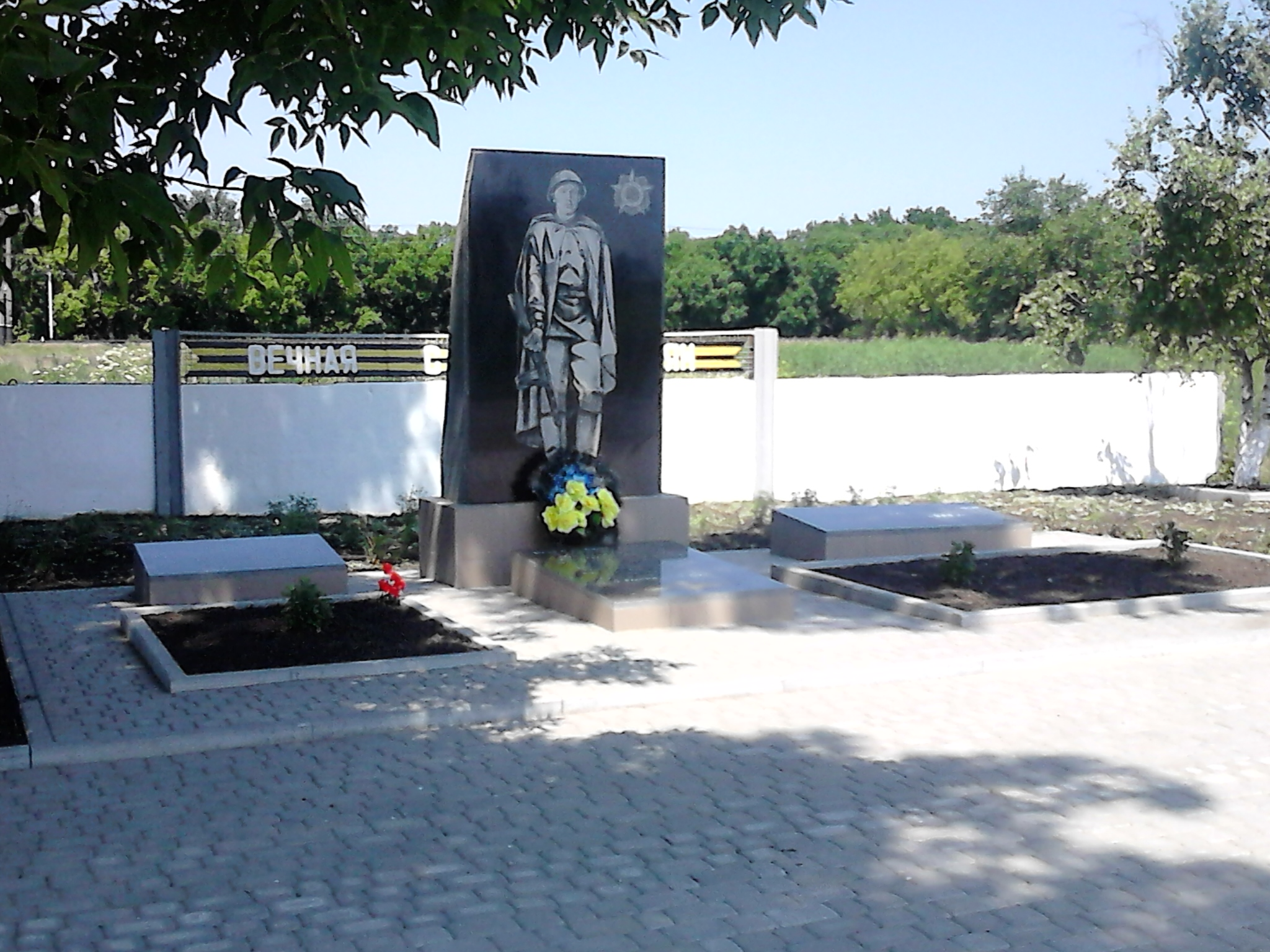
Група могил жертв фашизму в с. Варварівка

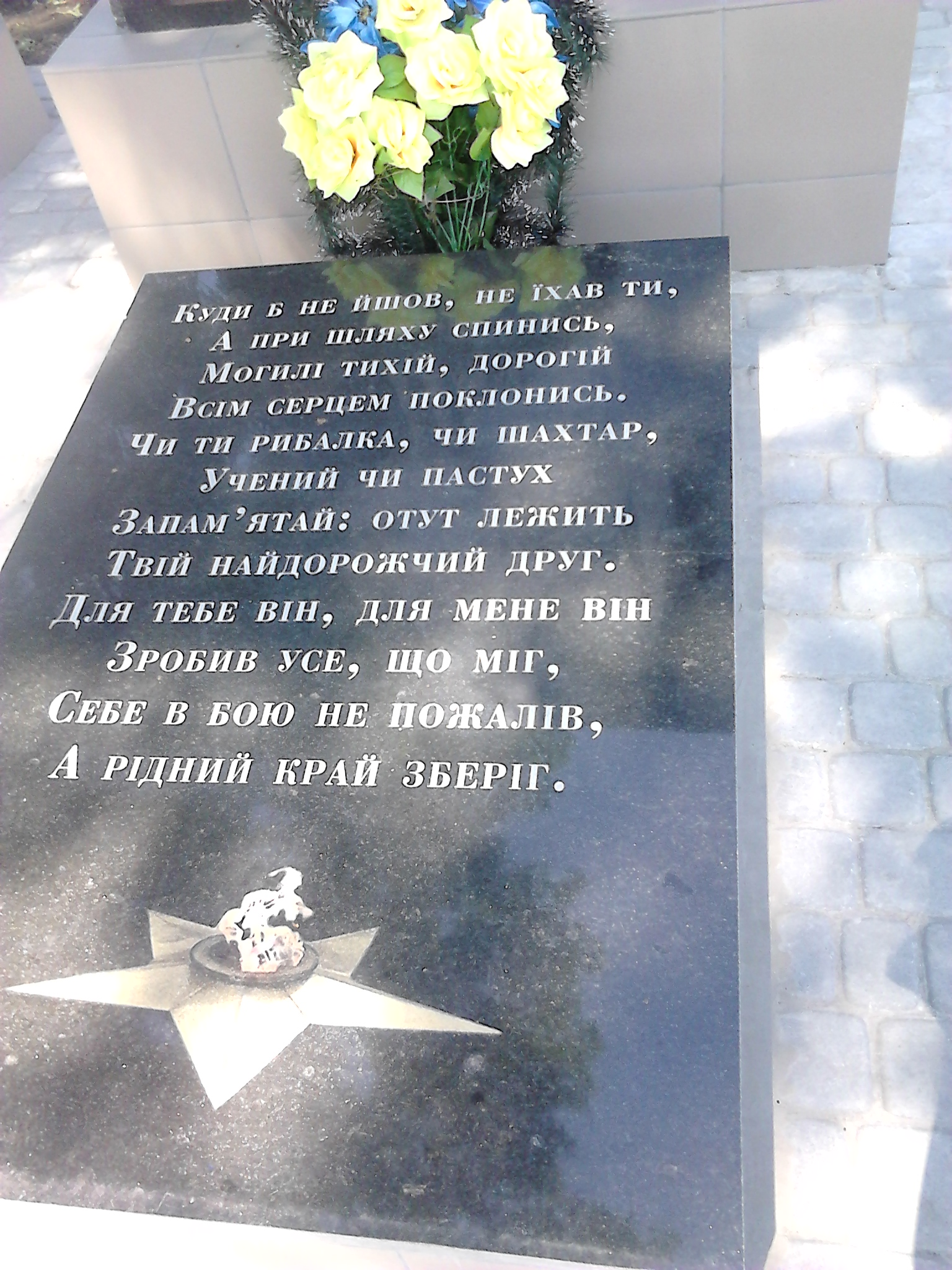
Меморіальна дошка

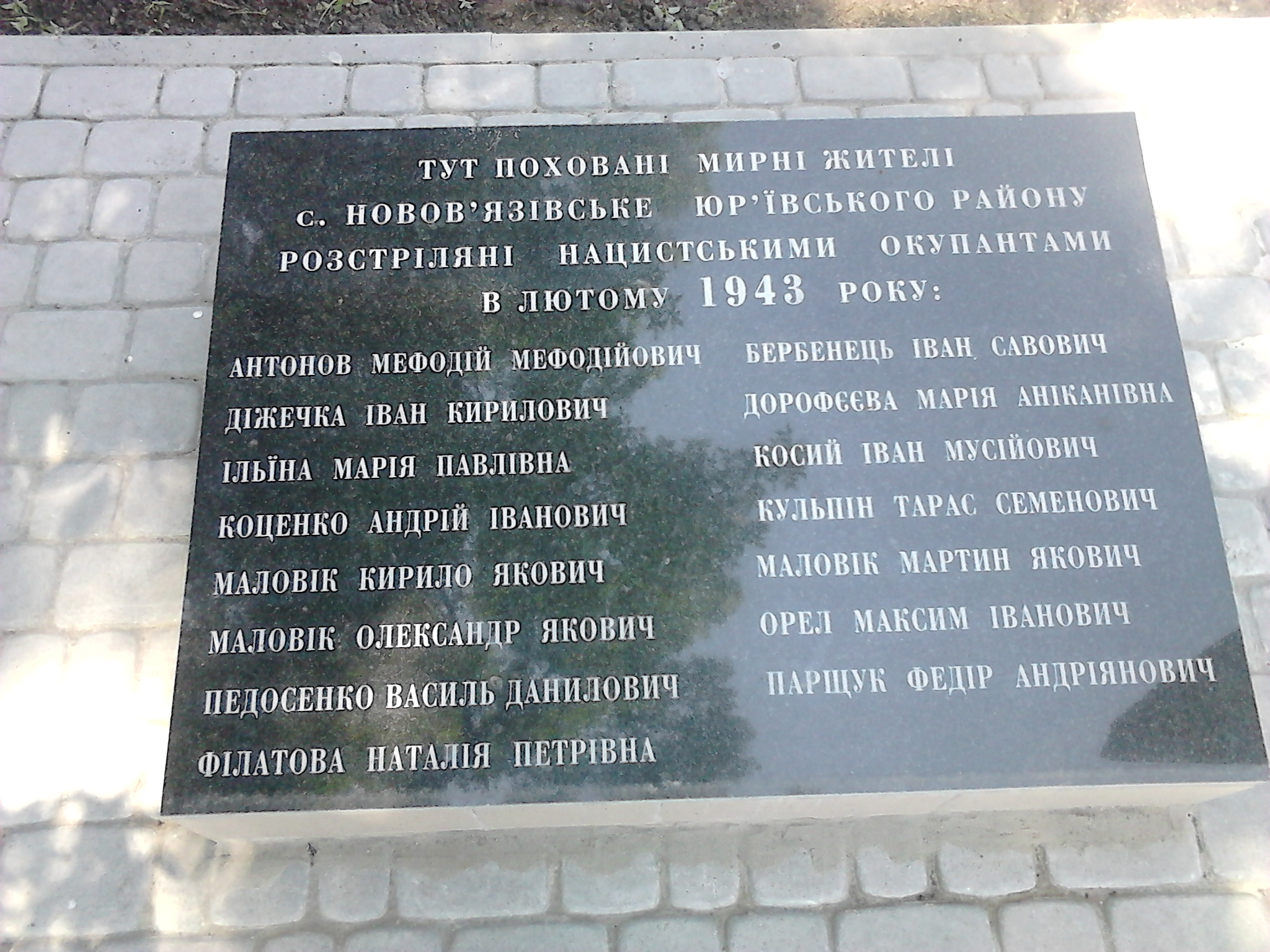
Меморіальна дошка ліворуч від могили жертв фашизму в с. Варварівка з переліком прізвищ страчених мирних жителів

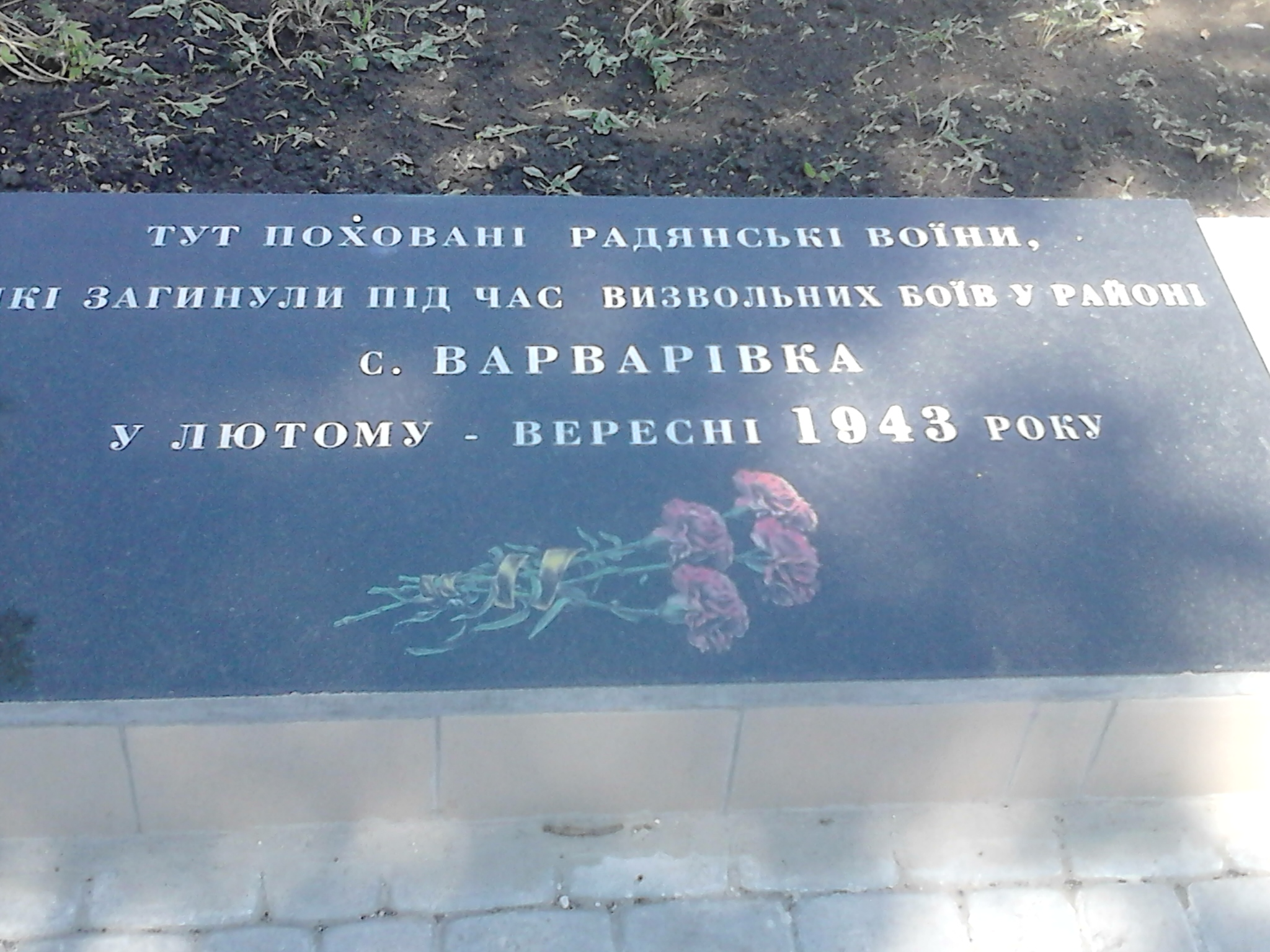
Меморіальна дошка праворуч від могили жертв фашизму в с. Варварівка

Група могил жертв фашизму — братська могила радянських воїнів, братська могила місцевих мешканців с. Варварівка Юр’ївського району Дніпропетровської області.

## Історія
Група могил жертв фашизму: братська могила радянських воїнів, братська могила місцевих мешканців. Знаходиться в центрі села біля клубу.
18 вересня 1943 року село Варварівка було остаточно звільнено частинами Радянської Армії, зокрема, 100-ю окремою моторною понтонно-мостовою бригадою. Убиті при звільненні воїни були поховані на місці бою.
У 1959 році останки 115 воїнів (прізвища невідомі), які загинули в боях у лютому та вересні 1943 року, були перенесені в центр села і поховані в братській могилі поряд із могилою мирних жителів, страчених фашистами. У тому ж році було встановлено скульптуру «Воїн з прапором». 
У 1995 році під час проведення конференції з відродження Юр’ївського району скульптуру «Воїн з прапором» було замінено на металевий пілон.  
У 2014 році було проведено реконструкцію пам’ятки, в ході якої відновили контури двох братських могил, пілон замінили на стелу та встановили меморіальні дошки.

## Персоналії
Прізвища страчених мирних жителів:
1. Антонов Мефодій Мефодійович
2. Бербенець Іван Савович
3. Діжечка Іван Кирилович
4. Дорофєєва Марія Аніканівна
5. Ільїна Марія Павлівна
6. Косий Іван Мусійович
7. Коценко Андрій Іванович
8. Кульпін Тарас Семенович
9. Маловік Кирило Якович
10. Маловік Мартин Якович
11. Маловік Олександр Якович
12. Орел Максим Іванович
13. Парщюк Федір Андріянович
14. Педосенко Василь Данилович
15. Філатова Наталія Петрівна

## Додаток
Написи на меморіальних дошках:
1. Тут поховані радянські воїни, які загинули під час визвольних боїв у с. Варварівка.
2. Куди б не йшов, не їхав ти, а при шляху спинись, могилі тихій, дорогій всім серцем поклонись. Чи ти рибалка, чи шахтар, учений чи пастух, — запам’ятай: отут лежить твій найдорожчий друг. Для тебе він, для мене він зробив усе, що зміг, себе в бою не пожалів, а рідний край зберіг.
3. Тут поховані мирні жителі с. Новов’язівське Юр’ївського району, розстріляні нацистськими окупантами.

Поховання та територія пам’ятки упорядковані.